# Christian Ludwig Liscow

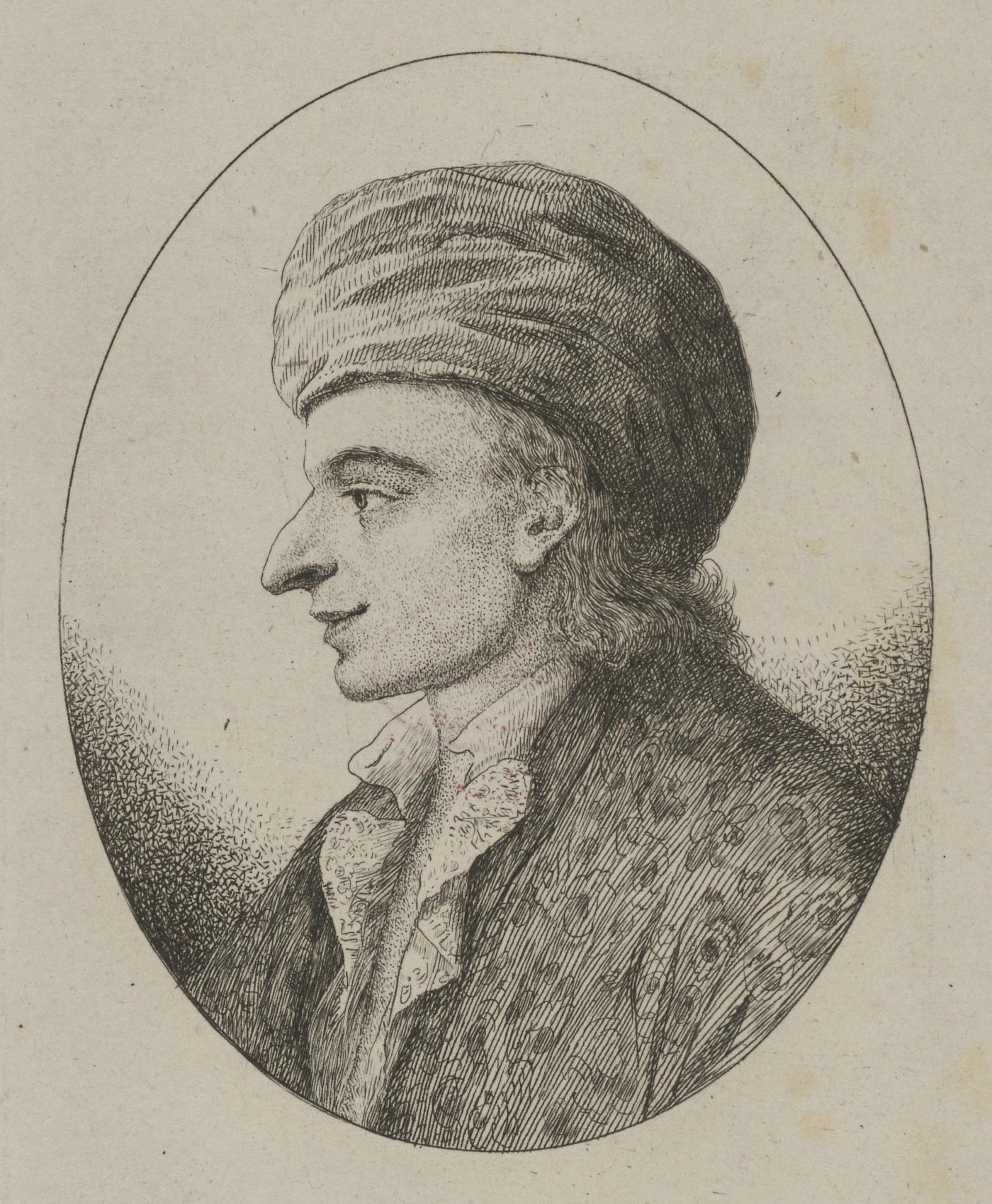
Christian Ludwig Liscow; Kupferstich von Pfenninger, 1789.

Christian Ludwig Liscow (* 26. April 1701 in Wittenburg; † 30. Oktober 1760 auf Gut Berg vor Eilenburg) war ein deutscher Diplomat und satirischer Schriftsteller in der Zeit der Aufklärung. Seine vornehmlich auf die „Thorheiten“ zeitgenössischer, noch lebender Personen gezielten Polemiken waren umstritten, zumal er sich nie an große Geister wagte und sie zudem anonym vortrug.

## Leben
Nachdem Liscow von seinem Vater, dem Wittenburger Pastor Joachim Friedrich Liscow (1675–1721), unterrichtet worden war, besuchte er nach Angaben von Carl Henrich Dreyer das Katharineum zu Lübeck. 1718 schrieb er sich an der Universität Rostock ein, vermutlich um Theologie zu studieren. Einige Zeit später wechselte er nach Jena und zur Rechtswissenschaft. Ein weiterer Wechsel an die Universität Halle ist noch nicht belegbar, gilt aber als wahrscheinlich.
In den Jahren 1729 bis 1734 hatte Liscow eine Anstellung als Hauslehrer bei dem Domdechanten Hans von Thienen in Lübeck. 1734 wurde er Privatsekretär beim Geheimen Rat von Clausenheim in Hamburg, der im mecklenburgischen Körchow begütert war. Im Herbst des darauffolgenden Jahres trat er als Geheimer Legationssekretär in den Dienst von Herzog Karl Leopold von Mecklenburg. Der Herzog war um eine Anerkennung durch die europäischen Großmächte bemüht, welche ihm durch eine von Kaiser Karl VI. verhängte Reichsexekution (1717–1728) entzogen worden war. Liscow reiste im April 1736 von Wismar aus, dem Ort der Exilregierung Karl Leopolds, als Unterhändler nach Paris, um Frankreich für Herzog Karl Leopold zu interessieren. Da Liscow mit diesem Auftrag scheiterte, überließ der Herzog seinen Diplomaten dem Schicksal.
Liscow kam nur durch die Hilfe von Freunden über Rotterdam nach Hamburg. Dort wohnte er einige Zeit bei Friedrich von Hagedorn. 1738 bekam er eine Stelle als Privatsekretär beim Propst des Klosters Preetz in Holstein. 1740 warb ihn der preußische Gesandte Freiherr Karl Ludolf von Danckelmann als Privatsekretär nach Frankfurt am Main ab. Im Juli 1741 wurde Liscow Privatsekretär beim sächsischen Minister Graf Heinrich von Brühl. Dieser beförderte ihn zum Königl. Kabinettssekretär und 1745 zum Kriegsrat. In diesem Jahr heiratete Liscow die Witwe Johanna Buch, geb. Mylius. Mit ihr hatte er zwei Töchter und drei Söhne.
Ende 1749 wurde Liscow der Verschwörung gegen den Grafen von Brühl bezichtigt, seiner Ämter enthoben, vorübergehend eingekerkert und im April 1750 aus Dresden ausgewiesen. Er verbrachte seinen Lebensabend auf dem Landgut Berg bei Eilenburg, das seiner Ehefrau gehörte und wo er 1760 auch starb. Liscow wurde in der Marienkirche unweit seines Alterssitzes beigesetzt.

## Wirkung
Sein literarisches Debüt gab Liscow 1726 mit einer Satire gegen den Rostocker Juristen Professor Johann Manzel. Seine ersten Texte waren von Hamburger Kaufleuten bestellt und bezahlt worden, für ihre Veröffentlichung sorgte Liscows Bruder, der Redakteur beim Hamburgischen Correspondenten war. Liscows bekannteste Schrift Die Vortrefflichkeit und Nothwendigkeit der elenden Scribenten gründlich erwiesen von 1736 stellte den Höhe- und auch schon Schlusspunkt seines literarischen Wirkens dar. Es war umstritten, allerdings schon zu seinen Lebzeiten nahezu vergessen. „In die Annalen der Literaturgeschichte ist Liscow als der Vertreter der Personalsatire eingegangen, als der erste deutsche Satiriker, der seinen Vernichtungswillen nicht nur an fiktiven Typen (wie sein Zeitgenosse Gottlieb Wilhelm Rabener, der Repräsentant der allgemeinen Satire), sondern ungehemmt an lebenden Opfern ausließ.“ Diese kritische Warte nahm bereits das zwischen 1854 und 1857 erschienene Herders Conversations-Lexikon ein, das Liscow immerhin beträchtlichen Witz und das „unstreitig schönste Deutsch vor Lessing“ bescheinigte. Auch Meyers Konversations-Lexikon hebt (im Band 12 von 1908) Liscos stilistische Brillanz hervor, die nicht zu Unrecht in Lessings Nähe gerückt werde. In der Tat regte Liscow Lessing an, außerdem Lichtenberg und Jean Paul.
Liscows 1732 einsetzender Feldzug gegen den „zum Pathos neigenden“ Hallenser Rhetorikprofessor Johann Ernst Philippi, einem Gegner Gottscheds und der Wolffschen Schulphilosophie, endet für den Verspotteten in der Irrenanstalt. Der Fall veranschaulicht den Gegensatz zwischen Liscows beißender „Personalsatire“ und den vergleichsweise „moderaten“ Attacken Rabeners, der sich persönlicher Verunglimpfungen stets enthielt.
Von 1998 bis 2011 war das Christian-Ludwig-Liscow-Gymnasium in Wittenburg im Landkreis Ludwigslust-Parchim in Mecklenburg-Vorpommern nach Liscow benannt. Mit Gründung des Gymnasialen Schulzentrums wurde der Name nach anfänglichen Erhaltungsbestreben abgelegt.

## Werke
- Briontes der jüngere, oder Lob-Rede, auf den Hoch-Edelgebohrnen und Hoch-Gelahrten Herrn, Hrn. D. Johann Ernst Philippi. 1732 (Digitalisat)
- Sammlung satirischer und ernsthafter Schriften, Frankfurt/Main und Leipzig 1739 (Digitalisat und Volltext im Deutschen Textarchiv), Neuausgabe (Hrsg. Carl Müchler) in drei Bänden Berlin 1806, neuerdings Frankfurt am Main 1972
- Die Vortrefflichkeit und Nothwendigkeit der elenden Scribenten gründlich erwiesen. 1734; archive.org.
- Vortrefflichkeit und Nothwendigkeit der elenden Scribenten und andere Schriften. Hrsg.: Jürgen Manthey. Frankfurt am Main 1968.